# کریستوفر جان سانسوم
کریستوفر جان سانسوم (انگلیسی: C. J. Sansom; ۹ دسامبر ۱۹۵۲ – ۲۷ آوریل ۲۰۲۴) مؤلف، سلیسیتر اهل بریتانیا بود. عمده شهرت وی به واسطهٔ نگارش داستان تاریخی و جنایی است. از آثار وی می‌توان به شهریار اشاره داشت.